# Sciocochlea cryptica
Sciocochlea cryptica is een slakkensoort uit de familie van de Clausiliidae. De wetenschappelijke naam van de soort is voor het eerst geldig gepubliceerd in 1999 door Subai & Szekeres.